# Rönne (Marschacht)
Rönne ist ein Ortsteil der Gemeinde Marschacht in der Samtgemeinde Elbmarsch, Landkreis Harburg im östlichen Niedersachsen. In Rönne befindet sich die Brücke über die Elbe an der Staustufe Geesthacht (Elbvorlandbrücke, auch Elbbrücke Geesthacht).

## Geschichte
Am 1. Juli 1972 wurde Rönne in die neue Gemeinde Marschacht eingegliedert.
 (Abschnitt "Ehemalige Denkmale")

## Sehenswertes
Das Deichvorland der Elbe bei Rönne wurde vom Projekt Agenda 21 Attraktivität der Elbmarsch als kulturhistorisch bedeutsame Stätte ausgewiesen.